# Selsø Sogn
Selsø Sogn er et sogn i Frederikssund Provsti (Helsingør Stift).
I 1800-tallet var Selsø Sogn anneks til Skuldelev Sogn. Begge sogne hørte til Horns Herred (Sjælland) i Frederiksborg Amt. Skuldelev-Selsø sognekommune blev ved kommunalreformen i 1970 indlemmet i Skibby Kommune, der ved strukturreformen i 2007 indgik i Frederikssund Kommune.
I Selsø Sogn ligger Selsø Kirke.
I sognet findes følgende autoriserede stednavne:
- Bredvig (bebyggelse)
- Broen (bebyggelse)
- Eskilsø (areal, ejerlav)
- Hammer (bebyggelse)
- Hellesø (bebyggelse)
- Selsø Hovedgård (landbrugsejendom, ejerlav)
- Stubbene (bebyggelse)
- Sønderby (bebyggelse)
- Sønderby By (bebyggelse, ejerlav)
- Vestbymark (bebyggelse)
- Østby (bebyggelse)
- Østby By (bebyggelse, ejerlav)